# Nokia 3120
Il Nokia 3120 è un telefono cellulare tri-band-GSM prodotto dalla Nokia. È stato messo in commercio nel 2004, e presenta le medesime caratteristiche del Nokia 3100. Lo stesso numero di serie, il 3120, è stato nuovamente utilizzato nel 2008 per il modello 3120 classic.

## Caratteristiche tecniche
- Reti: TriBand GSM 900 -1800 -1900 MHz
- Dimensioni: 101.8 x 42.6 x 19.4,5 mm, 67 c
- Massa con batteria in dotazione: 84 g
- Anno di uscita: 2004
- Batteria: BR-5C Li-ion 820 mAh
- Kit d'acquisto: Batteria, manuale di istruzioni, cavo USB, caricabatteria da viaggio.
- Autonomia in standby: 410 ore
- Autonomia in conversazione: 2 - 6 ore